# Moodiganahalli, Devanhalli
Moodiganahalli là một làng thuộc tehsil Devanhalli, huyện Bangalore Rural, bang Karnataka, Ấn Độ.